# Готовий до праці й оборони

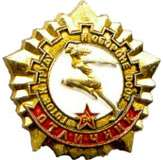
Відмінник ГПО

Готовий до праці й оборони (скор. ГПО; рос. Готов к труду и обороне; ГТО) — комплекс фізичної культури, програмна і нормативна основа системи фізичного виховання в СРСР.
З 1932 по 1958 рік зміст і нормативи комплексу змінювалися відповідно до вимог розвитку фізкультури в СРСР.

## Історія
Запроваджений ухвалою Ради фізичної культури СРСР від 11 березня 1931 року з метою сприяти зміцненню здоров'я, всебічному фізичному розвитку громадян, їх підготовці до трудової діяльності і захисту вітчизни. 
Був розрахований на 3 вікових групи (16—18 років — впроваджений у 1931; старші 19 років — впроваджений у 1932; 14—15 років — впроваджений у 1934 під назвою «Будь готовий до праці й оборони СРСР!»), які включали відповідно 21 обов'язкову норму, 24 і 16. 
У 1940 році прийнято новий комплекс ГПО, де передбачено обов'язкові норми (теоретичні вимоги з основних питань фізкультури та вправи військово-прикладного характеру і для загального фізичного розвитку) та вправи на вибір — відповідно 14, 15 і 11 норм. Загалом норми і вимоги періодично змінювалися. 
У 1972 році запроваджено систему, розраховану на 5 вікових груп (10—13 років; 14—15 років; 16—18 років; 19—39 років для чоловіків, 19 —34 — для жінок; до 60 років обох статей). 
Особи, які складали норми ГПО, отримували відповідний значок (який був обов'язковою вимогою перед здобуттям спортивного розряду чи звання). 
У 1982 році норми ГПО в УРСР склали близько 6,8 млн осіб.

## Складники
У комплексі: 
- гімнастичні вправи,
- легкоатлетичні дисципліни,
- плавання,
- лижні перегони (чи велоперегони),
- стрільба тощо.[2]

Кожен ступінь комплексу (1972) має свої особливості й назву: 
- 1-й ступінь «Сміливі й спритні» (розрахований на дітей 10—13 років);
- 2-й — «Спортивна зміна» (для 14—15-річних);
- 3-й — «Сила і мужність» (для 16—18-річних);
- 4-й — «Фізична досконалість» (для 19—39-річних чоловіків і 19—34-річних жінок);
- 5-й — «Бадьорість і здоров'я» (від 35—40 до 60).

Кожен ступінь складається з двох розділів: вимог теоретичного характеру і норм фізичних вправ, що визначають рівень розвитку фізичних якостей людини, а також сприяють засвоєнню прикладних рухових навичок.